# بنگ گنگ: یک داستان عاشقانه مدرن
بنگ گنگ: یک داستان عاشقانه مدرن (به انگلیسی: Bang Gang: A Modern Love Story) یک فیلم درام فرانسوی به کارگردانی اوا هوسون است. این فیلم در بخش پلتفرم جشنواره بین‌المللی فیلم تورنتو ۲۰۱۵ به نمایش درآمد. این اولین کار کارگردانی هوسون است.

## داستان
داستان در حومهٔ یک شهر کوچک جریان دارد و دربارهٔ گروهی از نوجوان ۱۷ ساله است که هر کدام راهی را برای زندگی خود انتخاب می‌کنند…